# ホセ・マリア・カジェホン・ブエーノ
ホセ・カジェホン（José Callejón）ことホセ・マリア・カジェホン・ブエーノ（José María Callejón Bueno、1987年2月11日 - ）は、スペイン王国グラナダ県モトリル出身の元プロサッカー選手。元スペイン代表。現役時代のポジションはフォワード、ミッドフィールダー。
レアル・マドリードの下部組織出身で、セリエAのSSCナポリでおよそ350試合に出場して2回のコッパ・イタリアと1回のスーペルコッパ・イタリアーナのタイトルを獲得した。彼はイタリアを去るまでに公式戦84得点（ナポリ:82得点, フィオレンティーナ:2得点）を挙げ、イタリアサッカーにおける最多得点スペイン人になった。双子のフアンミ・カジェホンもサッカー選手である。

## クラブ経歴
レアル・マドリードのカンテラ出身。2007年5月にレアル・マドリード・カスティージャでデビュー。2006-07シーズンは4試合に出場、無得点に終わった。
2007-08シーズンには37試合に出場、セグンダ・ディビシオンBグループ1最多となる21得点を記録した。

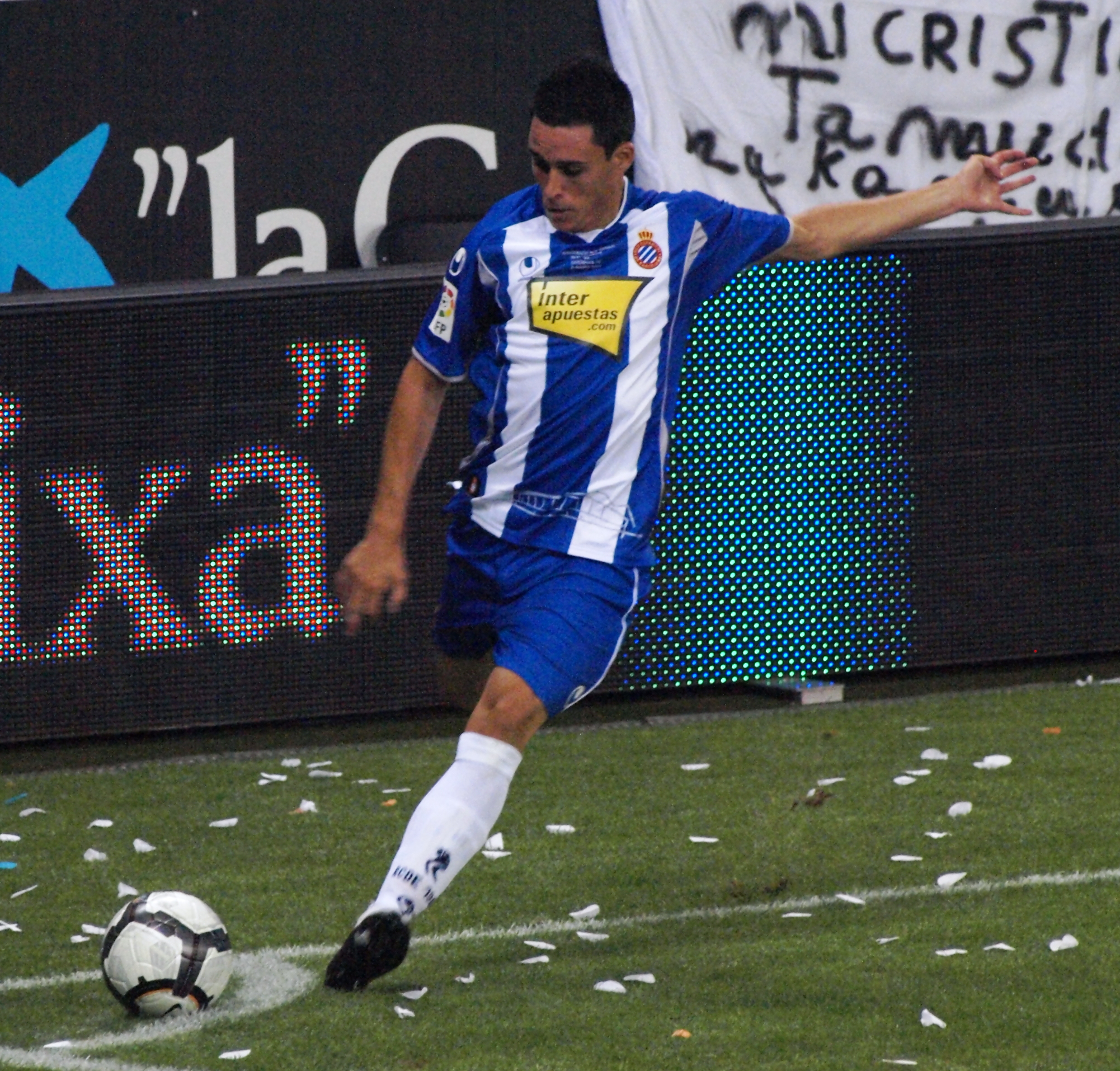
RCDエスパニョールでCKを蹴る瞬間のカジェホン

シーズン終了後、2008年6月20日に、移籍金120万ユーロ、4年契約でRCDエスパニョールへ移籍。2008年9月20日、対ヘタフェ戦でプリメーラ初出場。また、2009年3月15日、対マジョルカ戦では、プリメーラ初得点を挙げた。2008-09シーズンは24試合に出場、2得点を挙げている。カジェホンは当初FWとしてプレーしていたが、そのユーティリティー性やスピード、突破力を活かすため、両サイドでプレーするようになった。
2009年9月19日に行われたデポルティーボ・ラ・コルーニャ戦では、アウェーでありながら貴重な先制点を挙げ、チームのシーズン初勝利に貢献した。また、このカジェホンの挙げた得点が、チームのシーズン初得点であった。2010年には移籍の噂が絶えなかったが、最終的にクラブへの残留を表明した。2010-2011シーズンは、前年よりも出場を増やし、最終的に37試合に出場し、チーム2位となる6ゴールを記録。
2011年5月13日、エスパニョールでの活躍が認められ、5年契約・移籍金500万ユーロ（5億8000万円）で古巣レアル・マドリードに3シーズンぶりの復帰を果たした。7月16日に行われたロサンゼルス・ギャラクシーとのプレシーズンマッチで初出場し、前半31分にクラブ初得点となる先制点を決めた。8月14日のスーペルコパ・デ・エスパーニャ対FCバルセロナ第1戦で後半60分からピッチに立ち、公式戦初出場。リーガ・エスパニョーラ2011-2012第7節のエスパニョール戦でレアル・マドリードでの公式戦初ゴールを挙げたカジェホンは、ゴールを祝福する代わりに腕を掲げて古巣への尊敬を示した。

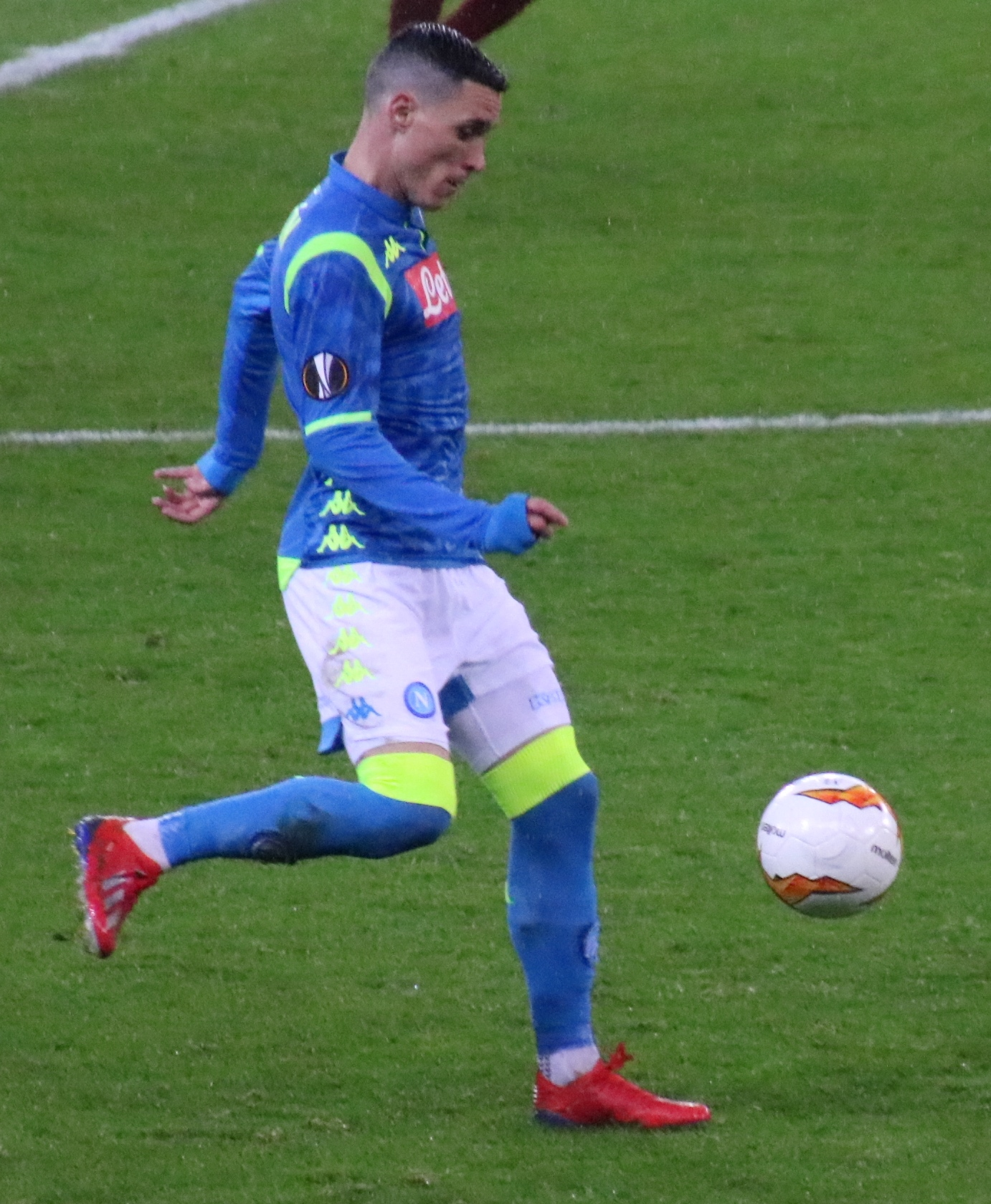
ナポリでのカジェホン（2019年）

2013年7月11日、SSCナポリに4年契約で移籍決定。
レアル・マドリード時代の同僚であったゴンサロ・イグアイン、ラウール・アルビオルとはここでも同僚になった。
2017年4月のラツィオ戦にてセリエA200試合出場を達成した。
2018年1月6日、ヴェローナ戦に先発出場したカジェホンは試合終盤に1得点を挙げてセリエA通算52ゴール目を記録。これにより、カジェホンはルイス・スアレス・ミラモンテスを抜いてセリエAで最も得点を挙げたスペイン人選手となった。
2019年4月28日、フロジノーネ戦でナポリでの公式戦300試合出場を達成した。
2019-20シーズン限りでナポリ退団後、2020年10月5日、ACFフィオレンティーナへの移籍が決定。
2022年7月25日、9年ぶりに母国スペインへと戻り、1年契約でセグンダ・ディビシオンに所属していたグラナダCFへ加入した。グラナダに加入するとすぐに新天地に適応し、最初の10試合で2ゴール4アシストを記録した。その後もリーグ戦42試合すべてに出場し、リーグ最多の10アシストの活躍でアシスト王のタイトルを獲得。チームもリーグ優勝と1部リーグ昇格を果たした。
2023-24シーズンを以ってグラナダを退団すると、2024年7月23日、プリメーラ・フェデラシオンのマルベジャFCと2025年6月末まで契約を結びキャリアを続けることを選択した。
2025年5月19日、シーズン終了後に現役を引退することを表明した。

## 代表経歴
U-21スペイン代表に選出され、UEFA U-21欧州選手権2009予選リーグに出場した。
2014年11月7日、スペインA代表に初招集され、11月15日に行われたUEFA EURO 2016予選のベラルーシ戦で代表初出場を果たした。

## プレースタイル
トラップ、キック、ドリブルなど、ボールを扱う基本技術は全般的に高い。特に上手いのは、ゴール前に入ってくるオフザボールの動き。ディフェンスラインの裏への飛び出しや、ディフェンダーを外してクロスに合わせる動きなど、ゴールにつながる動きの上手さがある。スペインのダイバーの異名を持つ。ナポリでは右ウイングでフォワード的役割を担う。スタミナ面にも優れ献身的なチェイシングなど守備面での貢献度も高い。

## 個人成績

### クラブでの成績
2024年7月25日現在
| クラブ              | シーズン       | リーグ戦       | リーグ戦 | リーグ戦 | カップ戦 | カップ戦 | 国際大会 | 国際大会 | その他 | その他 | 通算 | 通算 |
| クラブ              | シーズン       | ディビジョン   | 出場     | 得点     | 出場     | 得点     | 出場     | 得点     | 出場   | 得点   | 出場 | 得点 |
| ------------------- | -------------- | -------------- | -------- | -------- | -------- | -------- | -------- | -------- | ------ | ------ | ---- | ---- |
| レアル・マドリードB | 2006-07        | セグンダ       | 5        | 0        | —        | —        | —        | —        | —      | —      | 5    | 0    |
| レアル・マドリードB | 2007-08        | セグンダB      | 36       | 21       | —        | —        | —        | —        | —      | —      | 36   | 21   |
| レアル・マドリードB | 通算           | 通算           | 41       | 21       | —        | —        | —        | —        | —      | —      | 41   | 21   |
| エスパニョール      | 2008-09        | ラ・リーガ     | 24       | 2        | 6        | 2        | —        | —        | —      | —      | 30   | 4    |
| エスパニョール      | 2009-10        | ラ・リーガ     | 36       | 2        | 1        | 0        | —        | —        | —      | —      | 37   | 2    |
| エスパニョール      | 2010-11        | ラ・リーガ     | 37       | 6        | 2        | 0        | —        | —        | —      | —      | 39   | 6    |
| エスパニョール      | 通算           | 通算           | 97       | 10       | 9        | 2        | —        | —        | —      | —      | 106  | 12   |
| レアル・マドリード  | 2011-12        | ラ・リーガ     | 25       | 5        | 5        | 3        | 5        | 5        | 1      | 0      | 36   | 13   |
| レアル・マドリード  | 2012-13        | ラ・リーガ     | 30       | 3        | 5        | 2        | 4        | 2        | 2      | 0      | 41   | 7    |
| レアル・マドリード  | 通算           | 通算           | 55       | 8        | 10       | 5        | 9        | 7        | 3      | 0      | 77   | 20   |
| ナポリ              | 2013-14        | セリエA        | 37       | 15       | 5        | 3        | 10       | 2        | —      | —      | 52   | 20   |
| ナポリ              | 2014-15        | セリエA        | 38       | 11       | 4        | 0        | 16       | 1        | 1      | 0      | 59   | 12   |
| ナポリ              | 2015-16        | セリエA        | 38       | 7        | 2        | 1        | 7        | 5        | —      | —      | 47   | 13   |
| ナポリ              | 2016-17        | セリエA        | 37       | 14       | 4        | 2        | 8        | 1        | —      | —      | 49   | 17   |
| ナポリ              | 2017-18        | セリエA        | 38       | 10       | 2        | 0        | 10       | 2        | —      | —      | 50   | 12   |
| ナポリ              | 2018-19        | セリエA        | 34       | 3        | 2        | 0        | 11       | 1        | —      | —      | 47   | 4    |
| ナポリ              | 2019-20        | セリエA        | 33       | 4        | 5        | 0        | 7        | 0        | —      | —      | 45   | 4    |
| ナポリ              | 通算           | 通算           | 255      | 64       | 24       | 6        | 69       | 12       | 1      | 0      | 349  | 82   |
| フィオレンティーナ  | 2020-21        | セリエA        | 20       | 0        | 2        | 1        | —        | —        | —      | —      | 22   | 1    |
| フィオレンティーナ  | 2021-22        | セリエA        | 30       | 1        | 3        | 0        | —        | —        | —      | —      | 33   | 1    |
| フィオレンティーナ  | 通算           | 通算           | 50       | 1        | 5        | 1        | —        | —        | —      | —      | 55   | 2    |
| グラナダ            | 2022-23        | セグンダ       | 42       | 4        | 2        | 0        | —        | —        | —      | —      | 44   | 4    |
| グラナダ            | 2023-24        | ラ・リーガ     | 25       | 0        | 1        | 1        | —        | —        | —      | —      | 26   | 1    |
| グラナダ            | 通算           | 通算           | 67       | 4        | 3        | 1        | —        | —        | —      | —      | 70   | 5    |
| キャリア総通算      | キャリア総通算 | キャリア総通算 | 565      | 108      | 51       | 15       | 78       | 19       | 4      | 0      | 695  | 142  |

1. 1 2  スーペルコパ・デ・エスパーニャ
2. ↑  スーペルコッパ・イタリアーナ

### 代表での成績
国際Aマッチ 5試合出場 0得点（2014年-2017年）
| スペイン代表 | 国際Aマッチ | 国際Aマッチ |
| 年           | 出場        | 得点        |
| ------------ | ----------- | ----------- |
| 2014         | 2           | 0           |
| 2015         | 0           | 0           |
| 2016         | 1           | 0           |
| 2017         | 2           | 0           |
| 通算         | 5           | 0           |

## タイトル

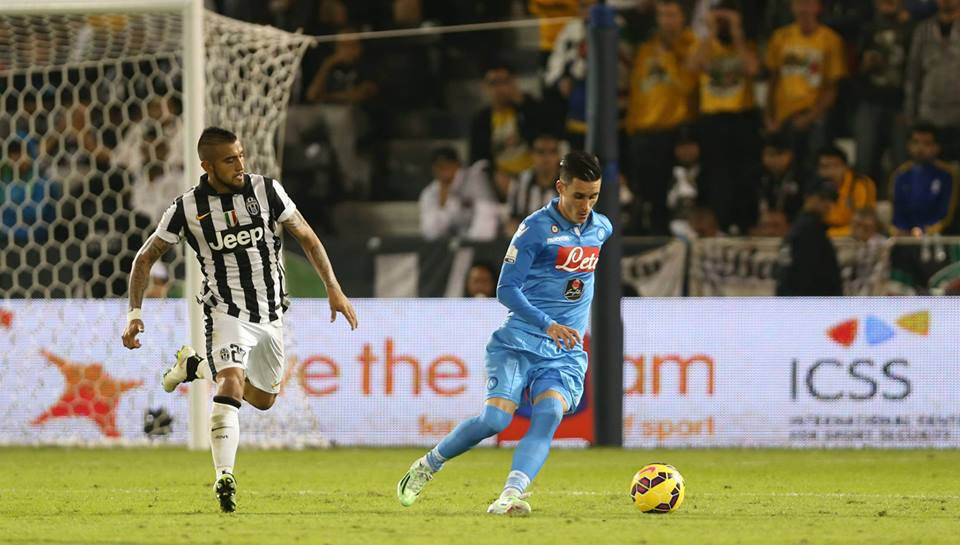
2014年のスーペルコッパ・イタリアーナでユヴェントスと対戦した際のカジェホン（右）

### クラブ
レアル・マドリード
- ラ・リーガ : 1回 (2011-12)
- スーペルコパ・デ・エスパーニャ : 1回 (2012)

ナポリ
- コッパ・イタリア : 2回 (2013-14, 2019-20)
- スーペルコッパ・イタリアーナ : 1回 (2014)

グラナダ
- セグンダ・ディビシオン : 1回 (2022-23)

### 個人
- セグンダ・ディビシオンB得点王 : 1回 (2007-08)
- コッパ・イタリア得点王 : 1回 (2013-14)
- セリエAアシスト王 : 1回 (2016-17)
- セグンダ・ディビシオンアシスト王 : 1回 (2022-23)